# Estrella de Bessèges 2019
La 49.ª edición de la competición ciclista Estrella de Bessèges fue una carrera de ciclismo en ruta por etapas que se celebró entre el 7 y el 10 de febrero en Francia, con inicio en el municipio de Bellegarde y final en el municipio de Beaucaire sobre un recorrido de 484,7 kilómetros.
La carrera hizo parte del UCI Europe Tour 2019 dentro de la categoría UCI 2.1. El vencedor final fue el francés Christophe Laporte del Cofidis, Solutions Crédits seguido del sueco Tobias Ludvigsson del Groupama-FDJ y el belga Jimmy Janssens del Corendon-Circus.

## Equipos participantes
Tomaron parte en la carrera 21 equipos: 5 de categoría UCI WorldTour 2019 invitados por la organización; 12 de categoría Profesional Continental; y 4 de categoría Continental. Formando así un pelotón de 151 ciclistas de los que acabaron 135. Los equipos participantes fueron:
| WorldTeams (5)- AG2R La Mondiale - Groupama-FDJ - Lotto Soudal - Trek-Segafredo - EF Education First Equipos continentales profesionales (12)- Vital Concept-B&B Hotels - Delko-Marseille Provence - Direct Énergie - Cofidis, Solutions Crédits - Arkéa-Samsic - Wanty-Groupe Gobert - Wallonie Bruxelles - Sport Vlaanderen-Baloise - Gazprom-RusVelo - Euskadi Basque Country-Murias - Israel Cycling Academy - Corendon-Circus Equipos continentales (5)- Saint Michel-Auber 93 - Natura4Ever-Roubaix Lille Métropole - Amore & Vita-Prodir - Sovac - Team Colpack |
| |

## Recorrido
La Estrella de Bessèges dispuso de cuatro etapas para un recorrido total de 484,7 kilómetros.
| Etapa     | Fecha     | Recorrido                               | type                    | Distancia (km) | Ganador            | Líder              |
| --------- | --------- | --------------------------------------- | ----------------------- | -------------- | ------------------ | ------------------ |
| 1.ª etapa | 7 de feb  | Bellegarde – Beaucaire                  | etapa llana             | 162            | Bryan Coquard      | Bryan Coquard      |
| 2.ª etapa | 8 de feb  | Saint-Geniès-de-Malgoirès – La Calmette | etapa llana             | 154            | Christophe Laporte | Christophe Laporte |
| 3.ª etapa | 9 de feb  | Bessèges – Bessèges                     | etapa escarpada         | 158            | Marc Sarreau       | Christophe Laporte |
| 4.ª etapa | 10 de feb | Alès – Alès                             | contrarreloj individual | 10,7           | Christophe Laporte | Christophe Laporte |

## Desarrollo de la carrera

### 1.ª etapa
| Bellegarde - Beaucaire | etapa llana | (162 km) |

| \| Clasificación de la etapa \| Clasificación de la etapa \| Clasificación de la etapa \| Clasificación de la etapa \| Clasificación de la etapa \| \| Ciclista \| Ciclista \| Equipo \| Tiempo \| \| \| ------------------------- \| ------------------------- \| ----------------------------------- \| ------------------------- \| ------------------------- \| \| 1.º \| Bryan Coquard \| Vital Concept-B&B Hotels \| 3 h 16 min 42 s \| \| \| 2.º \| Sacha Modolo \| EF Education First \| + 0 s \| \| \| 3.º \| Pierre Barbier \| Natura4Ever-Roubaix Lille Métropole \| + 0 s \| \| \| 4.º \| Marc Sarreau \| Groupama-FDJ \| + 0 s \| \| \| 5.º \| Christophe Laporte \| Cofidis, Solutions Crédits \| + 0 s \| \| \| 6.º \| Tom Van Asbroeck \| Israel Cycling Academy \| + 0 s \| \| \| 7.º \| Kenny Dehaes \| Wallonie Bruxelles \| + 0 s \| \| \| 8.º \| Roy Jans \| Corendon-Circus \| + 0 s \| \| \| 9.º \| Clément Venturini \| AG2R La Mondiale \| + 0 s \| \| \| 10.º \| Amaury Capiot \| Sport Vlaanderen-Baloise \| + 0 s \| \| |                    |                                     |                 |
| |                    |                                     |                 |
| Fuente: ProCyclingStats |                    |                                     |                 |
| Clasificación de la etapa |                    |                                     |                 |
| Ciclista | Ciclista           | Equipo                              | Tiempo          |
| 1.º | Bryan Coquard      | Vital Concept-B&B Hotels            | 3 h 16 min 42 s |
| 2.º | Sacha Modolo       | EF Education First                  | + 0 s           |
| 3.º | Pierre Barbier     | Natura4Ever-Roubaix Lille Métropole | + 0 s           |
| 4.º | Marc Sarreau       | Groupama-FDJ                        | + 0 s           |
| 5.º | Christophe Laporte | Cofidis, Solutions Crédits          | + 0 s           |
| 6.º | Tom Van Asbroeck   | Israel Cycling Academy              | + 0 s           |
| 7.º | Kenny Dehaes       | Wallonie Bruxelles                  | + 0 s           |
| 8.º | Roy Jans           | Corendon-Circus                     | + 0 s           |
| 9.º | Clément Venturini  | AG2R La Mondiale                    | + 0 s           |
| 10.º | Amaury Capiot      | Sport Vlaanderen-Baloise            | + 0 s           |

| \| Clasificación general \| Clasificación general \| Clasificación general \| Clasificación general \| Clasificación general \| \| Ciclista \| Ciclista \| Equipo \| Tiempo \| \| \| --------------------- \| --------------------- \| ----------------------------------- \| --------------------- \| --------------------- \| \| 1.º \| Bryan Coquard \| Vital Concept-B&B Hotels \| 3 h 16 min 32 s \| \| \| 2.º \| Sacha Modolo \| EF Education First \| + 4 s \| \| \| 3.º \| Pierre Barbier \| Natura4Ever-Roubaix Lille Métropole \| + 6 s \| \| \| 4.º \| Valentin Madouas \| Groupama-FDJ \| + 7 s \| \| \| 5.º \| Maxime Daniel \| Arkéa-Samsic \| + 8 s \| \| \| 6.º \| Julien Trarieux \| Delko Marseille Provence \| + 9 s \| \| \| 7.º \| Marc Sarreau \| Groupama-FDJ \| + 10 s \| \| \| 8.º \| Christophe Laporte \| Cofidis, Solutions Crédits \| + 10 s \| \| \| 9.º \| Tom Van Asbroeck \| Israel Cycling Academy \| + 10 s \| \| \| 10.º \| Kenny Dehaes \| Wallonie Bruxelles \| + 10 s \| \| |                    |                                     |                 |
| |                    |                                     |                 |
| Fuente: ProCyclingStats |                    |                                     |                 |
| Clasificación general |                    |                                     |                 |
| Ciclista | Ciclista           | Equipo                              | Tiempo          |
| 1.º | Bryan Coquard      | Vital Concept-B&B Hotels            | 3 h 16 min 32 s |
| 2.º | Sacha Modolo       | EF Education First                  | + 4 s           |
| 3.º | Pierre Barbier     | Natura4Ever-Roubaix Lille Métropole | + 6 s           |
| 4.º | Valentin Madouas   | Groupama-FDJ                        | + 7 s           |
| 5.º | Maxime Daniel      | Arkéa-Samsic                        | + 8 s           |
| 6.º | Julien Trarieux    | Delko Marseille Provence            | + 9 s           |
| 7.º | Marc Sarreau       | Groupama-FDJ                        | + 10 s          |
| 8.º | Christophe Laporte | Cofidis, Solutions Crédits          | + 10 s          |
| 9.º | Tom Van Asbroeck   | Israel Cycling Academy              | + 10 s          |
| 10.º | Kenny Dehaes       | Wallonie Bruxelles                  | + 10 s          |

### 2.ª etapa
| Saint-Geniès-de-Malgoirès - La Calmette | etapa llana | (154 km) |

| \| Clasificación de la etapa \| Clasificación de la etapa \| Clasificación de la etapa \| Clasificación de la etapa \| Clasificación de la etapa \| \| Ciclista \| Ciclista \| Equipo \| Tiempo \| \| \| ------------------------- \| ------------------------- \| ----------------------------------- \| ------------------------- \| ------------------------- \| \| 1.º \| Christophe Laporte \| Cofidis, Solutions Crédits \| 3 h 30 min 59 s \| \| \| 2.º \| Clément Venturini \| AG2R La Mondiale \| + 0 s \| \| \| 3.º \| Enzo Wouters \| Lotto-Soudal \| + 0 s \| \| \| 4.º \| Niccolò Bonifazio \| Direct Énergie \| + 0 s \| \| \| 5.º \| Roy Jans \| Corendon-Circus \| + 0 s \| \| \| 6.º \| Pierre Barbier \| Natura4Ever-Roubaix Lille Métropole \| + 0 s \| \| \| 7.º \| Kenny Dehaes \| Wallonie Bruxelles \| + 0 s \| \| \| 8.º \| Bram Welten \| Arkéa-Samsic \| + 0 s \| \| \| 9.º \| August Jensen \| Israel Cycling Academy \| + 0 s \| \| \| 10.º \| Marc Sarreau \| Groupama-FDJ \| + 0 s \| \| |                    |                                     |                 |
| |                    |                                     |                 |
| Fuente: ProCyclingStats |                    |                                     |                 |
| Clasificación de la etapa |                    |                                     |                 |
| Ciclista | Ciclista           | Equipo                              | Tiempo          |
| 1.º | Christophe Laporte | Cofidis, Solutions Crédits          | 3 h 30 min 59 s |
| 2.º | Clément Venturini  | AG2R La Mondiale                    | + 0 s           |
| 3.º | Enzo Wouters       | Lotto-Soudal                        | + 0 s           |
| 4.º | Niccolò Bonifazio  | Direct Énergie                      | + 0 s           |
| 5.º | Roy Jans           | Corendon-Circus                     | + 0 s           |
| 6.º | Pierre Barbier     | Natura4Ever-Roubaix Lille Métropole | + 0 s           |
| 7.º | Kenny Dehaes       | Wallonie Bruxelles                  | + 0 s           |
| 8.º | Bram Welten        | Arkéa-Samsic                        | + 0 s           |
| 9.º | August Jensen      | Israel Cycling Academy              | + 0 s           |
| 10.º | Marc Sarreau       | Groupama-FDJ                        | + 0 s           |

| \| Clasificación general \| Clasificación general \| Clasificación general \| Clasificación general \| Clasificación general \| \| Ciclista \| Ciclista \| Equipo \| Tiempo \| \| \| --------------------- \| --------------------- \| ----------------------------------- \| --------------------- \| --------------------- \| \| 1.º \| Christophe Laporte \| Cofidis, Solutions Crédits \| 6 h 47 min 31 s \| \| \| 2.º \| Bryan Coquard \| Vital Concept-B&B Hotels \| + 0 s \| \| \| 3.º \| Jérôme Cousin \| Direct Énergie \| + 3 s \| \| \| 4.º \| Clément Venturini \| AG2R La Mondiale \| + 4 s \| \| \| 5.º \| Sacha Modolo \| EF Education First \| + 4 s \| \| \| 6.º \| Pierre Barbier \| Natura4Ever-Roubaix Lille Métropole \| + 6 s \| \| \| 7.º \| Enzo Wouters \| Lotto-Soudal \| + 6 s \| \| \| 8.º \| Amaury Capiot \| Sport Vlaanderen-Baloise \| + 6 s \| \| \| 9.º \| Valentin Madouas \| Groupama-FDJ \| + 7 s \| \| \| 10.º \| Pierre-Luc Périchon \| Cofidis, Solutions Crédits \| + 7 s \| \| |                     |                                     |                 |
| |                     |                                     |                 |
| Fuente: ProCyclingStats |                     |                                     |                 |
| Clasificación general |                     |                                     |                 |
| Ciclista | Ciclista            | Equipo                              | Tiempo          |
| 1.º | Christophe Laporte  | Cofidis, Solutions Crédits          | 6 h 47 min 31 s |
| 2.º | Bryan Coquard       | Vital Concept-B&B Hotels            | + 0 s           |
| 3.º | Jérôme Cousin       | Direct Énergie                      | + 3 s           |
| 4.º | Clément Venturini   | AG2R La Mondiale                    | + 4 s           |
| 5.º | Sacha Modolo        | EF Education First                  | + 4 s           |
| 6.º | Pierre Barbier      | Natura4Ever-Roubaix Lille Métropole | + 6 s           |
| 7.º | Enzo Wouters        | Lotto-Soudal                        | + 6 s           |
| 8.º | Amaury Capiot       | Sport Vlaanderen-Baloise            | + 6 s           |
| 9.º | Valentin Madouas    | Groupama-FDJ                        | + 7 s           |
| 10.º | Pierre-Luc Périchon | Cofidis, Solutions Crédits          | + 7 s           |

### 3.ª etapa
| Alès - Alès | contrarreloj individual | (10,7 km) |

| \| Clasificación de la etapa \| Clasificación de la etapa \| Clasificación de la etapa \| Clasificación de la etapa \| Clasificación de la etapa \| \| Ciclista \| Ciclista \| Equipo \| Tiempo \| \| \| ------------------------- \| ------------------------- \| -------------------------- \| ------------------------- \| ------------------------- \| \| 1.º \| Christophe Laporte \| Cofidis, Solutions Crédits \| 15 min 39 s \| \| \| 2.º \| Tobias Ludvigsson \| Groupama-FDJ \| + 0 s \| \| \| 3.º \| Jimmy Janssens \| Corendon-Circus \| + 13 s \| \| \| 4.º \| Bauke Mollema \| Trek-Segafredo \| + 13 s \| \| \| 5.º \| Sep Vanmarcke \| EF Education First \| + 18 s \| \| \| 6.º \| Sebastian Langeveld \| EF Education First \| + 20 s \| \| \| 7.º \| Yoann Paillot \| Saint Michel-Auber 93 \| + 23 s \| \| \| 8.º \| Fabio Felline \| Trek-Segafredo \| + 30 s \| \| \| 9.º \| Valentin Madouas \| Groupama-FDJ \| + 30 s \| \| \| 10.º \| Eliot Lietaer \| Wallonie Bruxelles \| + 32 s \| \| |                     |                            |             |
| |                     |                            |             |
| Fuente: ProCyclingStats |                     |                            |             |
| Clasificación de la etapa |                     |                            |             |
| Ciclista | Ciclista            | Equipo                     | Tiempo      |
| 1.º | Christophe Laporte  | Cofidis, Solutions Crédits | 15 min 39 s |
| 2.º | Tobias Ludvigsson   | Groupama-FDJ               | + 0 s       |
| 3.º | Jimmy Janssens      | Corendon-Circus            | + 13 s      |
| 4.º | Bauke Mollema       | Trek-Segafredo             | + 13 s      |
| 5.º | Sep Vanmarcke       | EF Education First         | + 18 s      |
| 6.º | Sebastian Langeveld | EF Education First         | + 20 s      |
| 7.º | Yoann Paillot       | Saint Michel-Auber 93      | + 23 s      |
| 8.º | Fabio Felline       | Trek-Segafredo             | + 30 s      |
| 9.º | Valentin Madouas    | Groupama-FDJ               | + 30 s      |
| 10.º | Eliot Lietaer       | Wallonie Bruxelles         | + 32 s      |

| \| Clasificación general \| Clasificación general \| Clasificación general \| Clasificación general \| Clasificación general \| \| Ciclista \| Ciclista \| Equipo \| Tiempo \| \| \| --------------------- \| --------------------- \| ----------------------------- \| --------------------- \| --------------------- \| \| 1.º \| Christophe Laporte \| Cofidis, Solutions Crédits \| 10 h 13 min 56 s \| \| \| 2.º \| Bryan Coquard \| Vital Concept-B&B Hotels \| + 5 s \| \| \| 3.º \| Marc Sarreau \| Groupama-FDJ \| + 6 s \| \| \| 4.º \| Jérôme Cousin \| Direct Énergie \| + 9 s \| \| \| 5.º \| Clément Venturini \| AG2R La Mondiale \| + 10 s \| \| \| 6.º \| Mikel Aristi \| Euskadi Basque Country-Murias \| + 12 s \| \| \| 7.º \| Amaury Capiot \| Sport Vlaanderen-Baloise \| + 12 s \| \| \| 8.º \| Valentin Madouas \| Groupama-FDJ \| + 13 s \| \| \| 9.º \| Anthony Turgis \| Direct Énergie \| + 13 s \| \| \| 10.º \| Yoann Paillot \| Saint Michel-Auber 93 \| + 13 s \| \| |                    |                               |                  |
| |                    |                               |                  |
| Fuente: ProCyclingStats |                    |                               |                  |
| Clasificación general |                    |                               |                  |
| Ciclista | Ciclista           | Equipo                        | Tiempo           |
| 1.º | Christophe Laporte | Cofidis, Solutions Crédits    | 10 h 13 min 56 s |
| 2.º | Bryan Coquard      | Vital Concept-B&B Hotels      | + 5 s            |
| 3.º | Marc Sarreau       | Groupama-FDJ                  | + 6 s            |
| 4.º | Jérôme Cousin      | Direct Énergie                | + 9 s            |
| 5.º | Clément Venturini  | AG2R La Mondiale              | + 10 s           |
| 6.º | Mikel Aristi       | Euskadi Basque Country-Murias | + 12 s           |
| 7.º | Amaury Capiot      | Sport Vlaanderen-Baloise      | + 12 s           |
| 8.º | Valentin Madouas   | Groupama-FDJ                  | + 13 s           |
| 9.º | Anthony Turgis     | Direct Énergie                | + 13 s           |
| 10.º | Yoann Paillot      | Saint Michel-Auber 93         | + 13 s           |

### 4.ª etapa
| Alès - Alès | contrarreloj individual | (10,7 km) |

| \| Clasificación de la etapa \| Clasificación de la etapa \| Clasificación de la etapa \| Clasificación de la etapa \| Clasificación de la etapa \| \| Ciclista \| Ciclista \| Equipo \| Tiempo \| \| \| ------------------------- \| ------------------------- \| -------------------------- \| ------------------------- \| ------------------------- \| \| 1.º \| Christophe Laporte \| Cofidis, Solutions Crédits \| 15 min 39 s \| \| \| 2.º \| Tobias Ludvigsson \| Groupama-FDJ \| + 0 s \| \| \| 3.º \| Jimmy Janssens \| Corendon-Circus \| + 13 s \| \| \| 4.º \| Bauke Mollema \| Trek-Segafredo \| + 13 s \| \| \| 5.º \| Sep Vanmarcke \| EF Education First \| + 18 s \| \| \| 6.º \| Sebastian Langeveld \| EF Education First \| + 20 s \| \| \| 7.º \| Yoann Paillot \| Saint Michel-Auber 93 \| + 23 s \| \| \| 8.º \| Fabio Felline \| Trek-Segafredo \| + 30 s \| \| \| 9.º \| Valentin Madouas \| Groupama-FDJ \| + 30 s \| \| \| 10.º \| Eliot Lietaer \| Wallonie Bruxelles \| + 32 s \| \| |                     |                            |             |
| |                     |                            |             |
| Fuente: ProCyclingStats |                     |                            |             |
| Clasificación de la etapa |                     |                            |             |
| Ciclista | Ciclista            | Equipo                     | Tiempo      |
| 1.º | Christophe Laporte  | Cofidis, Solutions Crédits | 15 min 39 s |
| 2.º | Tobias Ludvigsson   | Groupama-FDJ               | + 0 s       |
| 3.º | Jimmy Janssens      | Corendon-Circus            | + 13 s      |
| 4.º | Bauke Mollema       | Trek-Segafredo             | + 13 s      |
| 5.º | Sep Vanmarcke       | EF Education First         | + 18 s      |
| 6.º | Sebastian Langeveld | EF Education First         | + 20 s      |
| 7.º | Yoann Paillot       | Saint Michel-Auber 93      | + 23 s      |
| 8.º | Fabio Felline       | Trek-Segafredo             | + 30 s      |
| 9.º | Valentin Madouas    | Groupama-FDJ               | + 30 s      |
| 10.º | Eliot Lietaer       | Wallonie Bruxelles         | + 32 s      |

## Clasificaciones finales
- Las clasificaciones finalizaron de la siguiente forma:[4]

### Clasificación general
| \| Clasificación general \| Clasificación general \| Clasificación general \| Clasificación general \| Clasificación general \| \| Ciclista \| Ciclista \| Equipo \| Tiempo \| \| \| --------------------- \| --------------------- \| -------------------------- \| --------------------- \| --------------------- \| \| 1.º \| Christophe Laporte \| Cofidis, Solutions Crédits \| 10 h 29 min 35 s \| \| \| 2.º \| Tobias Ludvigsson \| Groupama-FDJ \| + 16 s \| \| \| 3.º \| Jimmy Janssens \| Corendon-Circus \| + 29 s \| \| \| 4.º \| Bauke Mollema \| Trek-Segafredo \| + 29 s \| \| \| 5.º \| Sep Vanmarcke \| EF Education First \| + 34 s \| \| \| 6.º \| Yoann Paillot \| Saint Michel-Auber 93 \| + 36 s \| \| \| 7.º \| Sebastian Langeveld \| EF Education First \| + 36 s \| \| \| 8.º \| Valentin Madouas \| Groupama-FDJ \| + 43 s \| \| \| 9.º \| Fabio Felline \| Trek-Segafredo \| + 46 s \| \| \| 10.º \| Eliot Lietaer \| Wallonie Bruxelles \| + 48 s \| \| \| 11.º \| Jonathan Hivert \| Direct Énergie \| + 48 s \| \| \| 12.º \| Anthony Turgis \| Direct Énergie \| + 51 s \| \| \| 13.º \| Thibault Guernalec \| Arkéa-Samsic \| + 51 s \| \| \| 14.º \| Romain Seigle \| Groupama-FDJ \| + 51 s \| \| \| 15.º \| Marc Sarreau \| Groupama-FDJ \| + 53 s \| \| |                     |                            |                  |
| |                     |                            |                  |
| Fuente: ProCyclingStats |                     |                            |                  |
| Clasificación general |                     |                            |                  |
| Ciclista | Ciclista            | Equipo                     | Tiempo           |
| 1.º | Christophe Laporte  | Cofidis, Solutions Crédits | 10 h 29 min 35 s |
| 2.º | Tobias Ludvigsson   | Groupama-FDJ               | + 16 s           |
| 3.º | Jimmy Janssens      | Corendon-Circus            | + 29 s           |
| 4.º | Bauke Mollema       | Trek-Segafredo             | + 29 s           |
| 5.º | Sep Vanmarcke       | EF Education First         | + 34 s           |
| 6.º | Yoann Paillot       | Saint Michel-Auber 93      | + 36 s           |
| 7.º | Sebastian Langeveld | EF Education First         | + 36 s           |
| 8.º | Valentin Madouas    | Groupama-FDJ               | + 43 s           |
| 9.º | Fabio Felline       | Trek-Segafredo             | + 46 s           |
| 10.º | Eliot Lietaer       | Wallonie Bruxelles         | + 48 s           |
| 11.º | Jonathan Hivert     | Direct Énergie             | + 48 s           |
| 12.º | Anthony Turgis      | Direct Énergie             | + 51 s           |
| 13.º | Thibault Guernalec  | Arkéa-Samsic               | + 51 s           |
| 14.º | Romain Seigle       | Groupama-FDJ               | + 51 s           |
| 15.º | Marc Sarreau        | Groupama-FDJ               | + 53 s           |

### Clasificación de la montaña
| Clasificación de la montaña | Clasificación de la montaña | Clasificación de la montaña | Clasificación de la montaña | Clasificación de la montaña |
| Ciclista                    | Ciclista                    | Equipo                      | Puntos                      |                             |
| --------------------------- | --------------------------- | --------------------------- | --------------------------- | --------------------------- |
| 1.º                         | Edward Planckaert           | Sport Vlaanderen-Baloise    | 22 pts                      |                             |
| 2.º                         | Benjamin Declercq           | Sport Vlaanderen-Baloise    | 14 pts                      |                             |
| 3.º                         | Amaury Capiot               | Sport Vlaanderen-Baloise    | 12 pts                      |                             |
| 4.º                         | Pierre-Luc Périchon         | Cofidis, Solutions Crédits  | 8 pts                       |                             |
| 5.º                         | Axel Domont                 | AG2R La Mondiale            | 6 pts                       |                             |
| 6.º                         | Romain Seigle               | Groupama-FDJ                | 4 pts                       |                             |
| 7.º                         | Quentin Pacher              | Vital Concept-B&B Hotels    | 4 pts                       |                             |
| 8.º                         | Fabio Felline               | Trek-Segafredo              | 2 pts                       |                             |
| 9.º                         | Jérôme Cousin               | Direct Énergie              | 2 pts                       |                             |
| 10.º                        | Romain Combaud              | Delko Marseille Provence    | 2 pts                       |                             |

### Clasificación de los puntos
| Clasificación por puntos | Clasificación por puntos | Clasificación por puntos            | Clasificación por puntos | Clasificación por puntos |
| Ciclista                 | Ciclista                 | Equipo                              | Puntos                   |                          |
| ------------------------ | ------------------------ | ----------------------------------- | ------------------------ | ------------------------ |
| 1.º                      | Christophe Laporte       | Cofidis, Solutions Crédits          | 82 pts                   |                          |
| 2.º                      | Marc Sarreau             | Groupama-FDJ                        | 45 pts                   |                          |
| 3.º                      | Bryan Coquard            | Vital Concept-B&B Hotels            | 39 pts                   |                          |
| 4.º                      | Clément Venturini        | AG2R La Mondiale                    | 35 pts                   |                          |
| 5.º                      | Niccolò Bonifazio        | Direct Énergie                      | 33 pts                   |                          |
| 6.º                      | Roy Jans                 | Corendon-Circus                     | 29 pts                   |                          |
| 7.º                      | Pierre Barbier           | Natura4Ever-Roubaix Lille Métropole | 26 pts                   |                          |
| 8.º                      | Sacha Modolo             | EF Education First                  | 21 pts                   |                          |
| 9.º                      | Tobias Ludvigsson        | Groupama-FDJ                        | 20 pts                   |                          |
| 10.º                     | Enzo Wouters             | Lotto-Soudal                        | 18 pts                   |                          |

### Clasificación de los jóvenes
| Clasificación del mejor joven | Clasificación del mejor joven | Clasificación del mejor joven       | Clasificación del mejor joven | Clasificación del mejor joven |
| Ciclista                      | Ciclista                      | Equipo                              | Tiempo                        |                               |
| ----------------------------- | ----------------------------- | ----------------------------------- | ----------------------------- | ----------------------------- |
| 1.º                           | Valentin Madouas              | Groupama-FDJ                        | 10 h 30 min 18 s              |                               |
| 2.º                           | Thibault Guernalec            | Arkéa-Samsic                        | + 8 s                         |                               |
| 3.º                           | Tom Wirtgen                   | Wallonie Bruxelles                  | + 32 s                        |                               |
| 4.º                           | Sean Bennett                  | EF Education First                  | + 34 s                        |                               |
| 5.º                           | Julien Mortier                | Wallonie Bruxelles                  | + 40 s                        |                               |
| 6.º                           | Paolo Baccio                  | Colpack                             | + 52 s                        |                               |
| 7.º                           | Jordi Warlop                  | Sport Vlaanderen-Baloise            | + 56 s                        |                               |
| 8.º                           | Milan Menten                  | Sport Vlaanderen-Baloise            | + 1 min 07 s                  |                               |
| 9.º                           | Alessandro Covi               | Colpack                             | + 1 min 19 s                  |                               |
| 10.º                          | Pierre Idjouadiène            | Natura4Ever-Roubaix Lille Métropole | + 2 min 57 s                  |                               |

### Clasificación por equipos
| Clasificación por equipos | Clasificación por equipos | Clasificación por equipos | Clasificación por equipos |
| Equipo                    | Equipo                    | Tiempo                    |                           |
| ------------------------- | ------------------------- | ------------------------- | ------------------------- |
| 1.º                       | Groupama-FDJ              | 31 h 30 min 38 s          |                           |
| 2.º                       | Trek-Segafredo            | + 20 s                    |                           |
| 3.º                       | EF Education First        | + 30 s                    |                           |
| 4.º                       | Corendon-Circus           | + 56 s                    |                           |
| 5.º                       | Direct Énergie            | + 57 s                    |                           |
| 6.º                       | Vital Concept-B&B Hotels  | + 1 min 13 s              |                           |
| 7.º                       | AG2R La Mondiale          | + 1 min 18 s              |                           |
| 8.º                       | Wallonie Bruxelles        | + 1 min 21 s              |                           |
| 9.º                       | Wanty-Groupe Gobert       | + 1 min 24 s              |                           |
| 10.º                      | Saint Michel-Auber 93     | + 1 min 36 s              |                           |

## Evolución de las clasificaciones
| Etapa                   | Vencedor                | Clasificación general | Clasificación de la montaña | Clasificación de los puntos | Clasificación de los jóvenes | Clasificación por equipos |
| ----------------------- | ----------------------- | --------------------- | --------------------------- | --------------------------- | ---------------------------- | ------------------------- |
| 1.ª                     | Bryan Coquard           | Bryan Coquard         | Edward Planckaert           | Bryan Coquard               | Pierre Barbier               | Sport Vlaanderen-Baloise  |
| 2.ª                     | Christophe Laporte      | Christophe Laporte    | Amaury Capiot               | Christophe Laporte          | Pierre Barbier               | Sport Vlaanderen-Baloise  |
| 3.ª                     | Marc Sarreau            | Christophe Laporte    | Edward Planckaert           | Christophe Laporte          | Valentin Madouas             | Sport Vlaanderen-Baloise  |
| 4.ª                     | Christophe Laporte      | Christophe Laporte    | Edward Planckaert           | Christophe Laporte          | Valentin Madouas             | Groupama-FDJ              |
| Clasificaciones finales | Clasificaciones finales | Christophe Laporte    | Edward Planckaert           | Christophe Laporte          | Valentin Madouas             | Groupama-FDJ              |

## UCI World Ranking
La Estrella de Bessèges otorgó puntos para el UCI World Ranking para corredores de los equipos en las categorías UCI WorldTeam, Profesional Continental y Equipos Continentales. Las siguientes tablas son el baremo de puntuación y los corredores que obtuvieron puntos:
| Posición              | 1.º | 2.º | 3.º | 4.º | 5.º | 6.º | 7.º | 8.º | 9.º | 10.º | 11.º | 12.º | 13.º-15.º | 16.º-25.º |
| Clasificación general | 125 | 85  | 70  | 60  | 50  | 40  | 35  | 30  | 25  | 20   | 15   | 10   | 5         | 3         |
| Por etapa             | 14  | 5   | 3   |     |     |     |     |     |     |      |      |      |           |           |
| Líder                 | 3   |     |     |     |     |     |     |     |     |      |      |      |           |           |

| Clasificación |                     |                            |         |       |       |       |
| Posición      | Ciclista            | Equipo                     | General | Etapa | Líder | Total |
| ------------- | ------------------- | -------------------------- | ------- | ----- | ----- | ----- |
| 1.º           | Christophe Laporte  | Cofidis, Solutions Crédits | 125     | 33    | 6     | 164   |
| 2.º           | Tobias Ludvigsson   | Groupama-FDJ               | 85      | 5     | -     | 90    |
| 3.º           | Jimmy Janssens      | Corendon-Circus            | 70      | 3     | -     | 73    |
| 4.º           | Bauke Mollema       | Trek-Segafredo             | 60      | -     | -     | 60    |
| 5.º           | Sep Vanmarcke       | EF Education First         | 50      | -     | -     | 50    |
| 6.º           | Yoann Paillot       | Saint Michel-Auber93       | 40      | -     | -     | 40    |
| 7.º           | Sebastian Langeveld | EF Education First         | 35      | -     | -     | 35    |
| 8.º           | Valentin Madouas    | Groupama-FDJ               | 30      | -     | -     | 30    |
| 9.º           | Fabio Felline       | Trek-Segafredo             | 25      | -     | -     | 25    |
| 10.º          | Eliot Lietaer       | Wallonie-Bruxelles         | 20      | -     | -     | 20    |